# مجید کاویان
مجید کاویان (۱۳۶۱–۱۲شهریور ۱۳۹۰) که همچنین با نام سازمانی سمکو سه‌رهه‌لدان نیز شناخته می‌شد، جانشین کل نیروهای حزب حیات آزاد کردستان بود که در درگیری میان سپاه پاسداران با حزب حیات آزاد کردستان در۱۲شهریور۱۳۹۰ در سن ۲۹ سالگی کشته شد. وی به عنوان نفر دوم در پژاک، فرماندهی کل فعالیت‌های مسلحانه پژاک را برعهده داشت وقتی که عبدالرحمن حاجی احمدی، رهبر پژاک در تبعید در آلمان بود. مجید کاویان متولد شهر بانه در کردستان ایران بود وی در سال ۱۹۹۹ به صفوف نیروهای حزب کارگران کردستان (پ.ک. ک) پیوست و طی آن در مناطق تونجلی و دریای سیاه جنگید در سال ۲۰۰۳ پس از تشکیل حزب حیات آزاد کردستان (پژاک) مشغول همکاری با آنان شد. با توجه به اینکه وی تجربه جنگیدن در ترکیه را داشت، به سمت فرماندهی رسید. وی در جریان حملات مرزی ایران و عراق در سال ۲۰۱۱ در حالی که عملیاتی را در کوتامان در قندیل رهبری می‌کرد، توسط توپخانه سپاه پاسدارن بر اثر ترکش توپ کشته شد.
پژاک کشته شدن مجید کاویان را با انتشار بیانیه زیر تأیید کرد:
در ۱۲ شهریور ۱۳۹۰، در مرحله دوم توپ باران سپاه پاسداران به کوه‌های قندیل، مجید کاویان معروف به رفیق سمکو، معاون فرمانده کل نیروهای شرق کردستان، به همراه رفیق روژات بوتان بر اثر گلوله‌باران شدید سپاه پاسداران، توسط ترکش خمپاره به شهادت رسید.